# Кочуба Мика (Бихор)
Кочуба Мика (рум. Cociuba Mică) насеље је у Румунији у округу Бихор у општини Пиетроаса. Oпштина се налази на надморској висини од 299 m.

## Становништво
Према подацима из 2002. године у насељу је живело 470 становника.

### Попис2002.
| Расподела становништва по националности 2002.‍ | Расподела становништва по националности 2002.‍ | Расподела становништва по националности 2002.‍ | Расподела становништва по националности 2002.‍ | Расподела становништва по националности 2002.‍ |
| --------------------------------------------- | --------------------------------------------- | --------------------------------------------- | --------------------------------------------- | --------------------------------------------- |
|                                               |                                               |                                               |                                               |                                               |
| Румуни                                        | Румуни                                        |                                               | 319                                           | 67,9%                                         |
| Роми                                          | Роми                                          |                                               | 151                                           | 32,1%                                         |